# Diesse
Diesse (toponimo francese; in tedesco Tess) è una frazione di 438 abitanti del comune svizzero di Plateau de Diesse, nel Canton Berna (regione del Giura Bernese, circondario del Giura Bernese).

## Storia

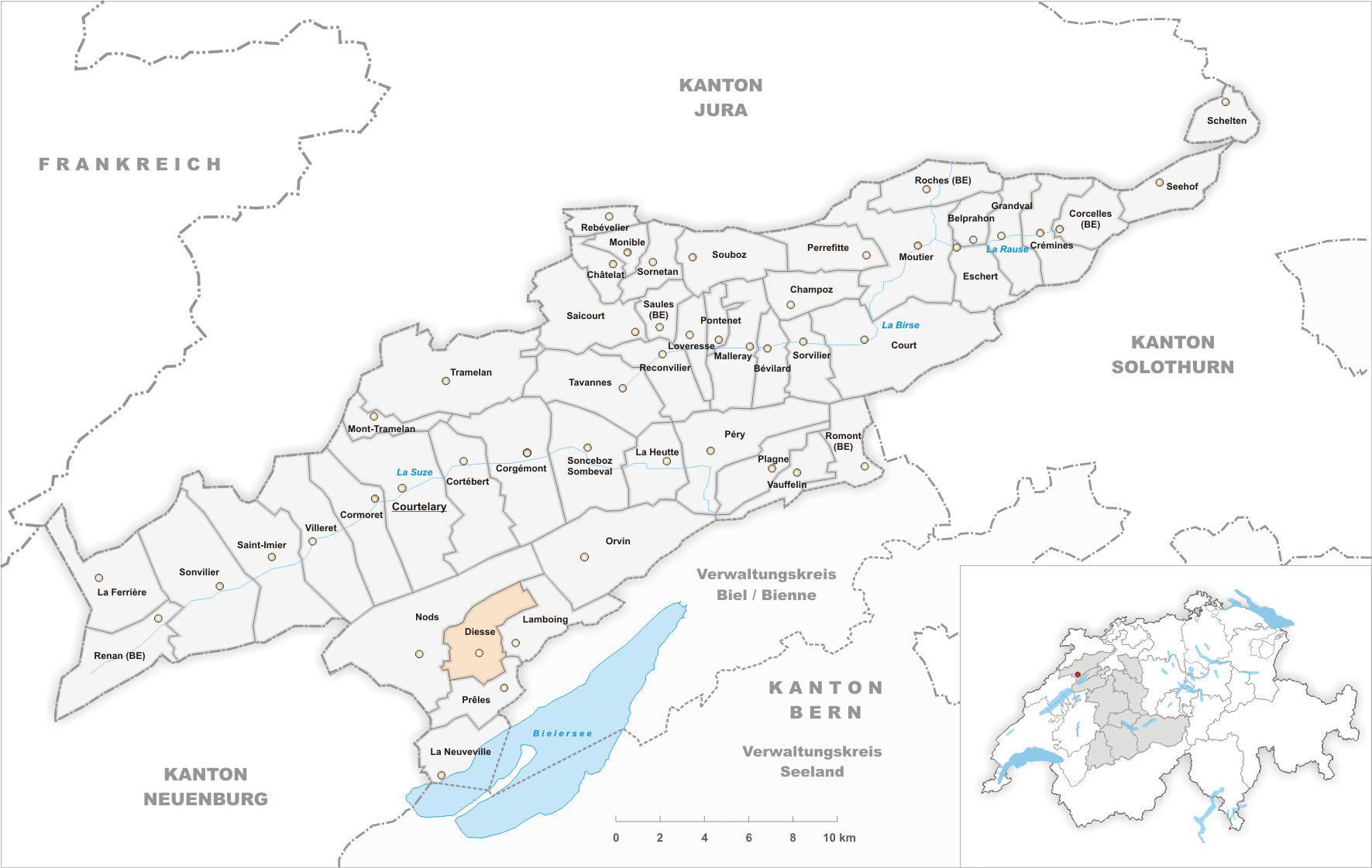
Il territorio del comune di Diesse prima degli accorpamenti comunali del 2014

Già comune autonomo che si estendeva per 9,44 km² e che comprendeva anche la frazione di Mamelon-Vert, il 1º gennaio 2014 è stato accorpato agli altri comuni soppressi di Lamboing e Prêles per formare il nuovo comune di Plateau de Diesse.

## Monumenti e luoghi d'interesse
- Chiesa riformata (già di San Michele), attestata dal 1185[1].

## Società

### Evoluzione demografica
L'evoluzione demografica è riportata nella seguente tabella:
Abitanti censiti